# Ipimorpha
Ipimorpha is een geslacht van nachtvlinders uit de familie Noctuidae.

## Soorten
- I. contusa (Freyer, 1849)
- I. nanaimo Barnes, 1905
- I. pleonectusa Grote, 1873
- I. retusa

Heremietuil (Linnaeus, 1761)
- I. subtusa

Tweekleurige heremietuil Denis & Schiffermüller, 1775
- I. subvexa Grote, 1876
- I. viridipallida Barnes & McDunnough, 1916